# Trzebinia (stacja kolejowa)
Trzebinia – węzłowa stacja kolejowa w Trzebini, w województwie małopolskim, w Polsce; znajduje się pod wiaduktem na ul. Tadeusza Kościuszki (DK 79), usytuowana jest na linii kolejowej nr E 30 pomiędzy stacjami Chrzanów, Jaworzno Szczakowa, Krzeszowice.
Według klasyfikacji PKP posiada kategorię dworca regionalnego.

## Ruch pasażerski
| Rok  | Wymiana pasażerska na dobę |
| ---- | -------------------------- |
| 2017 | 500-699                    |
| 2022 | 2 100                      |

## Opis
Na stacji zatrzymują się pociągi kategorii TLK i IC uruchamiane przez PKP Intercity oraz pociągi kategorii Regio kursujące na odcinku Rzeszów / Kraków Główny – Katowice / Wodzisław Śląski oraz Kraków Główny – Oświęcim / (Czechowice-Dziedzice od 9 marca 2019 r.) uruchamiane przez Przewozy Regionalne. Od marca 2019 roku na stacji zatrzymywał się również pociąg czeskiego przewoźnika Leo Express, relacji Praha Hlavni Nadrazi – Kraków Główny.

## Wydarzenia
- 13 marca 1912 – zderzenie pociągu z lokomotywą przetaczającą wagony. Rannych zostało około stu pasażerów, część zmarła w szpitalach[4].
- 17 lutego 1919 – zderzenie dwóch pociągów, kilkanaście osób zostało rannych[4].
- 26 lipca 2006 – wykolejenie lokomotywy elektrycznej ET22-674.